# Орден Золотого руна
Орден Золотого руна (фр. Ordre de la Toison d’or, исп. Orden del Toisón de Oro, нем. Orden vom Goldenen Vlies, нидерл. Orde van het Gulden Vlies, лат. Aureum Vellus; Vellus yasonis), второе название — «Знак Гедеона» (лат. Gedeonis signa) — рыцарский орден, учреждённый Филиппом III Добрым, герцогом Бургундским, в 1430 году, в день своей свадьбы с принцессой Изабеллой Португальской. Династический орден, одна из самых древних и почётных наград Европы. Статут ордена существует по сей день в двух ветвях (испанской и австрийской), и награждать испанской ветвью имеет право король Испании Филипп VI, а австрийской — Карл Габсбург-Лотарингский.

## Описание и символика
Знак Ордена - изображение похищенного аргонавтами в Колхиде золотого руна, висящего на цепи из 28 звеньев.
Орден имеет следующие латинские девизы:
1. «Pretium Laborum Non Vile» — «Награда не уступает заслуге (подвигу)»[2]
2. «Ante ferit quam flamma micet» — «Удар падает прежде, чем вспыхнет пламя»
3. «Non Aliud» — «Иного не желаю» (Я обладаю и иного не желаю) — девиз герцога Филиппа[3] на обороте центрального звена (остался в австрийском варианте)[4] По другим источникам, также вышивался на орденской мантии[5].

Почему Филипп выбрал мифологическое овечье руно в качестве символа ордена, неизвестно. Согласно некоторым версиям, как знак богатства, принесённого торговлей шерстью во Фландрии, или путешествие аргонавтов на восток воспринималось как параллель крестовому походу против турок (то есть новый поход аргонавтов), в который мечтал отправиться Филипп, и т. д. Согласно другой версии, орден был назван по мотивам семейной легенды: один из предков Филиппа когда-то повторил путь аргонавта Ясона, попал в плен в Колхиде (Мингрелии), а затем бежал. Также рассказывают, как любящий античные мифы герцог сравнил золотоволосую даму, упавшую на полном скаку с лошади, с Геллой, упавшей со спины златорунного барана (ср. с историей об учреждении английского Ордена Подвязки). У Жана Лафонтена встречается другая версия: «Добившись благосклонности одной дамы, герцог Филипп Добрый так пленился её золотыми волосами, что основал в их честь Орден Золотого руна». По некоторым источникам, эту даму звали Мария Крумбругге.
Кроме того, следует учитывать трактовку образ золотого руна с точки зрения символики: «овца является олицетворением невинности, а золото трактуется как образ высшей духовности, поход аргонавтов за золотым руном понимается как обретение величия духа посредством очищения души».
Лучше задокументированы приложенные позднее к ордену библейские образы: канцлер ордена Жан Жермен, епископ Шалонский, обратил внимание герцога Филиппа на эпизод из Ветхого завета — шерсть, которую расстелил Гедеон и на которую выпала небесная роса в знак того, что он победит мадианитян (Суд. 6:36-40). Это позволило провести и библейские аналогии, когда знатоки мифологии вспомнили, что Язон, по сути, был вором. Таким образом Язоновское руно эволюционировало в символ тайны зачатия Девы Марии, а сам орден получил своё второе имя «Знак Гедеона». Следующий канцлер Гийом Филастр отыскал дополнительные библейские аналогии: Иаков, Иов, Давид и царь Моавитянский. (См. также символику агнца Божьего.)
Праздником ордена считается день святого Андрея, так как орден учрежден в его день — 10 января. Апостол Андрей издревле покровительствовал бургундским государям, и именно он вручил им андреевский крест, который также называется «бургундским» (вариант — был крестителем Бургундии).
Наполовину известна символика цепи. Руно висит на цепи, сделанной из стилизованных кремней (фр. pierre a fois) и кресал (фр. briquet); огниво — это геральдический символ Бургундии и собственно Филиппа Доброго. Кресала выполнены в виде инициала «B» — Burgundia.

### Инсигнии
Хотя за время существования ордена он претерпевал значительные изменения внешнего вида в сторону усложнения, основные мотивы остаются неизменными:
- Шейный орденский знак — представляет собой подвеску или кулон в виде Золотого руна (то есть изображения овечьей шкуры), перехваченное «поясом», который крепится к орденской цепи. Подвешивается головой вправо к центральному звену цепи.
  - В австрийском варианте это звено — овал чёрной эмали с белыми каплеобразными точками — кремень, от него разлетаются искры, сделанные красной эмалью. Это звено, в свою очередь, подвешено к следующему золотому звену в форме кресала, в нижней части которого помещено горельефное изображение битвы Язона с драконом. На дугах синей эмали помещен девиз ордена «PRAETIUM LABORUM NON VILE». На реверсе изображена битва Гедеона с мадианитянами и надпись «NON ALIUD»). Между дугами расположена золотая раковина, к которой крепится ушко.
  - В Испании девиз никогда не писался на кресале, а баран изображался в полном профиле, демонстрируя только один рог и глаз. Очертания деталей, в особенности кресала, стали весьма декоративными и стилизованными, превратившись в смесь мавританских и барочных арабесок. (В Австрии девиз использовался всегда, руно изображалось с головой, повернутой вперед так, чтобы показать оба рога и глаза)[13].
- Орденская цепь — состоит из перемежающихся золотых звеньев двух типов: первого — в виде кресал (связанных инициалов — букв «В») и второго — в виде кремня в облаке искр (овал чёрной эмали с каплеобразными точками белой эмали и язычками искр). Используется в особо торжественных случаях.
  - Существуют детские цепи, предназначенные для несовершеннолетних.
    - «Клейнод» Золотого руна — тип шейного орденского знака, украшенный, в данном случае(см. фото)[14]., более чем пятьюстами обработанными алмазами и тремя большими, уникальной чистоты хризолитами. Самое нижнее звено подвески представляет собой кулон в виде Золотого руна, то есть золотой шкуры овна. Рога, глаза, уши и копыта овна инкрустированы обработанными алмазами. Находясь в обществе, рыцарь ордена Золотого руна всегда был обязан носить тяжёлую орденскую цепь. Однако в 16 веке Карл V изменил устав ордена, разрешив носить её лишь по поводу особенно торжественных церемоний, а в остальные дни, можно было носить подвеску с орденскими символами на цепочке или, как в данном случае, — на шёлковой муаровой ленте красного цвета в два пальца шириной. Так называемый «клейнод ордена Золотого руна» рыцари заказывали за свой счёт. А орденская цепь, являясь собственностью ордена, возвращалась после смерти рыцаря.

Члены ордена обязаны не носить иных наград, кроме ордена Золотого Руна (это положение не распространяется на монархов или австрийцев). При торжественных случаях кавалеры ордена надевают цепь, бархатный талар (рясу) ярко-красного цвета, пурпурную мантию и такую же шляпу, красные чулки и сапоги. Портреты, изображающие членов ордена в парадном облачении, вплоть до XIX века показывают людей, одетых по моде XV века:
Когда Филипп Добрый при бракосочетании с Изабеллой Португальской в Брюгге (1430) установил орден Золотого руна и праздновал его учреждение в Лилле (1431), он вместе с кавалерами нового ордена явился одетым в ярко-красный кафтан, подбитый и опушенный беличьим мехом. Поверх этого кафтана, доходившего до ступней, была наброшена длинная мантия из тонкого красного сукна, вышитая золотом и окаймленная мехом. Голова его была покрыта широким валиком в виде тюрбана.
Все сохранившиеся ордена Золотого руна имеют свою историю и являются дорогостоящими (от полутора тысяч до полумиллиона долларов). Примером ордена в российских коллекциях является орден, с верхней частью выполненной из топазов, в Алмазном фонде Кремля. Другие места экспонирования:
- Дворец Хофбург (Вена), Венская сокровищница (Шатцкаммер), где хранятся сокровища ордена.
- Цвингер (Дрезден), сокровищница
- Замок Грюйер (Швейцария) — в Бургундском зале три траурных облачения рыцарского ордена Золотого Руна, которые служили духовникам Карла Смелого, призванным провести торжественную мессу за упокой рыцарей, погибших в походе 1476 году.

## История

### Хронология XV—XXI вв.
- 1430 год, 10 января: Филипп III Добрый учреждает орден по случаю своего третьего брака — с инфантой Португалии Изабеллой, в честь пресвятой девы Марии и апостола Андрея[17].
- 1431 год, 30 ноября: в Лилле собирается первый капитул Ордена, избравший, в частности, герольдмейстера Жана Лефевра де Сен-Реми.
- 1433 год: папа римский Евгений IV утвердил орден[18]
- 1477 год: брак последней представительницы бургундской династии Марии Бургундской с Максимилианом Габсбургом. Гроссмейстерство ордена перешло к австрийскому эрцгерцогу, так как сюзеренитет над орденом в отсутствие мужского наследника переходил к мужу наследницы герцогства до совершеннолетия её старшего сына.
- 1496 год: Брак сына Марии Бургундской Филиппа Красивого с наследницей испанской короны Хуаной Безумной. Их сын Карл V Габсбург после смерти отца в 1506 году унаследует управление орденом, которое с 1516 года остается за испанской ветвью Габсбургов.
- 1516 год: увеличение числа членов ордена, утверждённое папой римским Львом Х[18] в булле Praeclarae devotionis sinceritas.
- 1519 год: Первая испанская инвеститура[6], при которой Карл V после смерти своего деда Максимилиана наследовал гроссмейстерство ордена (до этого наследовав от матери трон Испании). В 1521 году он отдаст австрийские земли своему брату будущему императору Фердинанду I, что в будущем ляжет в основу притязаний австрийцев[19].

- 1700 год: смерть последнего испанского Габсбурга Карлоса II. Суверенитет ордена по его завещанию (вместе со всей страной) унаследовал французский принц Филипп Анжуйский, ставший следующим испанским королём под именем Филипп V. Как отмечают историки, «законные суверены ордена, Филипп V и его сын Фердинанд VI (будучи французскими принцами), объединили орден Золотого Руна, соединив испанскую ветвь и ветвь герцогства Бургундии, существовавшего только в теории, будучи поглощенным Францией в правление Людовика XI»[6].
- 1712 год: в свете продолжающейся войны за испанское наследство между французами и австрийцами, австрийская ветвь Габсбургов, оставшись единственной, (и получившей по Утрехтскому договору Нидерланды — земли основателя ордена) потребовала себе гроссмейстерство ордена, учредила казначейство ордена и объявил суверенитет над орденом. В ходе войны император Карл VI захватил Мадрид. Отступая, он увез с собой архивы ордена[5], который одновременно был символом обладания Нидерландами. (Казначейство было позже перенесено в Вену из Брюгге во времена Французской революции, где и остается по сей день)[6]. Таким образом, с этого года орден оказался разделённым на две ветви — Испанскую и Австрийскую. Вначале испанская ветвь признавалась только Испанией и Францией.
- 1713 год: Карл VI в Вене «праздновал восстановление ордена»[15]
- 1724 год: специальный Конгресс в Камбре рассматривал спор обеих династий за главенство, но никакого решения не было принято[4]: «и два королевских дома с молчаливого согласия стали жаловать знаки ордена Золотого Руна независимо друг от друга».
- 1725 год: Венский мир, на котором было признано, что и государи Австрии, и короли Испании имеют право жаловать орден Золотого руна[15].
- 1794 год: проиграв Наполеону и подписав договор в Кампоформио Австрия теряет бургундские владения (Нидерланды), доставшиеся Франции но тем не менее, продолжает вручать орден. В 1809 году Наполеон намеревается создать свой наивысший военный орден — орден Трёх золотых рун, как символ владычества над Испанией и Нидерландами и союза с Австрией (в частности, брака с принцессой)[7]. (Намерение не осуществлено).
- 1847 и 1851 года: указы испанских королей, в соответствии с которым Орден Золотого руна стал гражданским королевским орденом[20].
- 1918 год: падение австрийской монархии, до которого она награждала орденом. После Первой мировой войны на суверенитет ордена претендовал Альберт I Бельгийский, как король бывших бургундских владений Габсбургов[21]. Однако по Версальскому договору 1919 г. суверенитет ордена перешёл к испанскому королю, как наследнику последнего австрийского монарха. В XX веке сувереном австрийской ветви ордена является глава дома Габсбургов в изгнании — Отто фон Габсбург, до него — его свергнутый отец император Карл I, умерший в 1922 году. 30 ноября 2000 года Отто передал гроссмейстерство своему сыну Карлу Габсбург-Лотринген.
- 1931 год: падение испанской монархии, Альфонс XIII свергнут, но оставаясь при этом сувереном ордена, до своей смерти в 1941 году не производит ни одного награждения. Начиная с 1951 года его сын, Хуан, граф Барселонский, глава королевского дома Испании в изгнании, вручил его шести лицам королевской крови. После того, как граф незадолго до смерти отказался от своих прав в пользу сына, получивший корону Хуан Карлос наградил ещё несколько испанских граждан и иностранных монархов[20].
- 1953 год, 8 сентября: орден был признан Австрийской республикой как орден Габсбургского Дома. Правительство Австрии признало орден юридическим субъектом международного права. Он сохранил права на архивы и собственность, перевезённые из Брюсселя в Вену при наступлении французов в Бельгии в 1794 году. Австрийское правительство поместило эти ценности в Государственную Сокровищницу и Духовную Сокровищницу в Хофбурге и позволило ордену пользоваться ими в культурных и церемониальных целях[4].

### Учреждение
Не для того, чтоб прочим быть под стать,

Не для игры отнюдь или забавы,

Но чтобы Господу хвалу воздать,

И чая верным — почести и славы.
В статуте ордена Филиппа Доброго было записано, что он учреждает его «из-за особой любви и расположения к рыцарству, которому он страстно желает приумножать честь и процветание, дабы рыцарство охраняло, защищало и поддерживало истинную католическую веру, церковь, спокойствие и благосостояние государства…». Формально цель ордена была охрана церкви и веры, он был посвящён Деве Марии и св. Андрею.
Первыми кавалерами ордена стали сам герцог Филипп Добрый и Гийом Вьенский.
Наряду с рыцарями в орден входили и служащие: канцлер, казначей, секретарь, герольдмейстер со штатом герольдов и свиты. Первым канцлером ордена стал епископ Шалонский Жан Жермен, первым герольдмейстером — Жан Лефевр.

Имена герольдов традиционно повторяли имена из сеньоров: Шароле, Зеландии, Берри, Сицилии, Австрии и т. д. Первый из оруженосцев носил имя Огниво (Fusil) в связи с изображением кремня - эмблемы Филиппа Доброго — в орденской цепи. Другие оруженосцы имели столь же звучные и романтические имена: Настойчивость (Perseverance), Смиренная Просьба (Humble Regueste), Сладострастная Мысль (Doulce Pensee), Дозволенное Преследование (Leal Poursuite) и т. д. Сам герольдмейстер носил имя «Золотое Руно».
Так называемая «potence», на фотографии справа, — это гербовое ожерелье герольда ордена Золотого руна. Герольд мог носить его только по случаю исключительных праздничных церемоний. «Потенца» состоит из двухъярусного латного ожерелья (горже) и орденской цепи с кулоном в виде золотого руна — непосредственно орденского знака.
На каждом из шитков-полей изображён герб одного из рыцарей ордена, а гроссмейстеру ордена выделялись два поля. Эти два поля находятся прямо над кулоном. На них изображены герб и эмблема императора Карла Пятого. Являясь на тот момент гроссмейстером ордена, Карл V расширил круг избранных с 31 до 51 рыцаря. Таким образом, на горже Вы видите, помимо герба Карла V, ещё 50. Щитки съёмные, так как на «потенце» должны были быть представлены все живые члены ордена — это правило, однако, не всегда соблюдалось.
Сначала подчеркивалось духовное начало ордена: обязательное посещение церкви и хождение к мессе, расположение рыцарей во время ассамблей в креслах каноников, поминовение усопших кавалеров ордена по церковному чину и т. д. Со временем эти традиции были отброшены.
Если орден Золотого Руна затмил собой все прочие, то причина была в том, что герцоги Бургундские предоставили в его распоряжение все ресурсы своего колоссального состояния. С их точки зрения, орден должен был служить не просто символом их могущества, он также мог быть использован для того, чтобы связать друг с другом разъединенные владения Бургундского дома. Для герцогов Бургундских, как и для других крупных французских феодалов, ордена и девизы, наряду с союзами, должностями и пенсионами, могли служить средством, позволяющим более прочно привязать их членов к своей особе и политике.
Хейзинга пишет: «Причину наибольшего успеха ордена Золотого Руна по сравнению со всеми прочими выявить не столь уж трудно. Богатство Бургундии — вот в чём было все дело. Возможно, особая пышность, с которой были обставлены церемонии этого ордена, и счастливый выбор его символа также внесли свою долю».

### Влияние и мощь ордена
В XVI веке Верховным Магистром ордена являлся император Священной Римской империи. «Поскольку под его правлением находилась практически вся Европа, орден Золотого Руна стал самой влиятельной рыцарской организацией того времени. Орден получил полную поддержку папского престола, который дал ему особые духовные привилегии. Карл V принял в рыцари ордена королей Франции, Португалии, Венгрии, Шотландии и Польши, а также герцогов Баварии, Саксонии, Флоренции, Савойи и Дании (…) В 1577 году сын Карла Филипп II получил от папы Григория XIII исключительное право назначать рыцарей на высокие вакантные посты, что позволило повысить социальный статус рыцарства. Филипп сделал рыцарями ордена Золотого Руна королей Франции, представителей высшей знати Нидерландов, Священной Римской Империи и Италии».
Главный орден Ватикана Орден Святого Гроба Господнего Иерусалимского имеет преимущество перед кавалерами всех других орденов — кроме ордена Золотого руна.
Уже с XVII века Орден Золотого руна перестал рассматриваться как союз рыцарей, окружающих государя. Орден теряет первоначальный смысл, знаки принадлежности к нему превращаются в знаки монаршей милости. Орден приобрел чрезвычайное значение и практически стал высшей наградой Европы. «О том, какое значение приобрел орден, говорит уже то, что большинство кавалеров-монархов, от имени которых в Европе чеканились монеты, помещали на них изображение исключительно этого ордена, причем с обеих сторон».

## Статут
- Согласно статуту, членами ордена могут быть только католики[4]. (Соблюдается в Испании до начала XIX века).
- Лица, удостоенные ордена Золотого Руна, пожизненно остаются его рыцарями при условии, если они не впадут в ересь и сохранят верность католической религии, а также не будут замешаны в государственной измене, не нарушат супружеской верности и не запятнают себя постыдным бегством с поля брани.
- Члены ордена обязаны не носить иных наград, кроме ордена Золотого Руна (это положение не распространяется на монархов или австрийцев).
- Сюзеренитет над орденом в отсутствие мужского наследника переходит к мужу наследницы герцогства. (Хотя и непонятно изложено — до совершеннолетия её старшего сына, или все же он сохраняет за собой право оставаться сувереном). Если наследник слишком юного возраста, рыцари должны выбрать из своего числа регента, который был бы гроссмейстером[24].
- Глава ордена имеет право экстерриториального награждения — это значит, что ему и его наследникам должны были подчиняться «по рыцарской линии» члены ордена, состоявшие на службе при других дворах.
- Согласно уставу Филиппа Доброго, рыцарь, вступив в Орден Золотого Руна, должен был объявить о своём выходе из любого другого рыцарского ордена, если он там состоял, так как обязанности перед ним могут потребовать от него верного служения кому-то другому[7].
- Каждый государь должен был держать совет с другими рыцарями прежде объявления им войны, все разногласия между рыцарями разрешались советом ордена.
- Император Священной Римской империи Карл V подтвердил исключительное право ордена судить своих членов. Кавалер ордена мог быть арестован только по приказу, подписанному по меньшей мере шестью другими рыцарями, а содержаться такой арестованный должен был не в тюрьме, а в гостях у своих братьев[23].
- Знак подлежит обязательному возвращению Орденскому Капитулу после смерти кавалера. (Невыполнимость этого требования доказывают награды в различных сокровищницах мира).

### Гроссмейстеры ордена
Гроссмейстерами ордена начиная с Карла V были испанские короли, а с XVIII им составили компанию австрийские императоры. Единственный раз гроссмейстером ордена была глава Испании королева Изабелла II, аналогичной ситуации в Австрии в случае Марии-Терезии удалось избежать, так как гроссмейстером был назначен её супруг.
Бургундия-Испания:
1. Филипп Добрый, герцог Бургундский (10 января 1430 — 15 июня 1467)
2. Карл Смелый, (15 июня 1467 — 5 января 1477)
3. Максимилиан I, герцог Бургундский по праву брака, император Священной Римской империи (30 апреля 1478 — 27 марта 1482)
4. Филипп I Красивый, герцог Бургундский, король Испании по праву брака (27 марта 1482 — 25 сентября 1506)
5. Карл V Габсбург, король Испании, император Священной Римской империи (25 сентября 1506 — 22 октября 1555)
6. Филипп II, король Испании (22 октября 1555 — 13 сентября 1598)
7. Филипп III, король Испании (13 сентября 1598 — 31 марта 1621)
8. Филипп IV, король Испании (31 марта 1621 — 17 сентября 1665)
9. Карлос II, король Испании (17 сентября 1665 — 1 ноября 1700)

испанская ветвь:
1. Филипп V, король Испании (1700—1724)
2. Луис I, король Испании (1724)
3. Филипп V, король Испании, второй раз (1724—1746)
4. Фернандо VI, король Испании (1746—1759)
5. Карлос III, король Испании (1759—1788)
6. Карлос IV, король Испании (1788—1808)
7. Фернандо VII, король Испании (1808—1833)
8. Изабелла II, королева Испании (1833—1841)
9. Генерал Бальдоромеро Эспатеро, как регент (1841—1843)
10. Хоакин Мариa Лопес (Joaquín María López), временное управление (1843)
11. Изабелла II, королева Испании (1843—1868)
12. Франсиско Серрано и Домингес, герцог де ла Торре, президент Первой республики (1868—1870)
13. Амадей I, король Испании (1870—1873)
14. Альфонсо XII, король Испании (1874—1885)
15. Альфонсо XIII, король Испании (1886—1941)
16. Хуан, граф Барселонский, член королевского дома в изгнании (1941—1977)
17. Хуан Карлос I, король Испании (1977—2014)
18. Филипп VI, король Испании (2014-наше время)

австрийская ветвь:
1. Леопольд I, император Священной Римской империи (ум. 1705)
2. Карл VI, император Священной Римской империи (ноябрь 1700 ? — 20 октября 1740)
3. Франц I, император Священной Римской империи (20 октября 1740 — 18 августа 1765)
4. Иосиф II, император Священной Римской империи (18 августа 1765 — 20 февраля 1790)
5. Леопольд II, император Священной Римской империи (20 февраля 1790 — 1 марта 1792)
6. Франц II, император Священной Римской империи, император Австрии (1 марта 1792 — 2 марта 1835)
7. Фердинанд I, император Австрии (2 марта 1835 — 2 декабря 1848)
8. Франц Иосиф I, император Австрии (2 декабря 1848 — 21 ноября 1916)
9. Карл I, император Австрии (21 ноября 1916 — 1 апреля 1922)
10. Отто фон Габсбург, глава Императорского дома Габсбургов (1 апреля 1922 — 30 ноября 2000)
11. Карл Габсбург-Лотарингский, глава Императорского дома Габсбургов (с 30 ноября 2000)

Карлистские претенденты на трон Испании имели своих собственных гроссмейстеров и назначали своих членов ордена с 1845 по 1900 гг. Жозеф Бонапарт также награждал орденом Золотого руна с 1808 по 1813 гг.

## Награждённые орденом
Традиционно членами ордена были мужчины, за некоторыми исключениями, когда награждались женщины — главы государств.
Знаменательным событием в истории испанского ордена было награждение им Наполеона и его брата Жозефа. Людовик XVIII незамедлительно вернул свой орден в знак протеста, а орден Жозефа был у него отобран (вместе со всеми остальными наградами) Фердинандом VII после реставрации испанских Бурбонов в 1813 году.
После наполеоновских войн испанский король Фердинанд VII внёс в его статут существенные изменения, касавшиеся вероисповедания: если раньше кавалеры в обязательном порядке должны были быть католиками, то теперь им позволялось принадлежать и к другим конфессиям. Сделали это для того, чтобы король Испании мог вознаградить своих партнёров по Священному союзу — монархов Англии, Пруссии и России — за восстановление династических прав Бурбонов на испанский престол. В 1812 году Испанское правительство наградило орденом герцога Веллингтона, что было подтверждено после реставрации Фердинандом и одобрено папой Пием VII. Таким образом католическим орденом был впервые награждён протестант (точнее — англиканин, а впоследствии орденом награждали православных).
«Испанский орден стал гражданским королевским орденом в соответствии с указами 1847 и 1851 гг., и вручался даже некатоликам: монархам и лицам королевской крови — России, Великобритании (включая герцога Веллингтона), Германии, Японии, Турции, а также лицам незнатного происхождения, например Президенту Французской Республики». Сейчас в ордене всего одиннадцать рыцарей, кроме Хуана Карлоса. Из иностранных членов — бывший король Бельгии Леопольд III, бывший король Италии Умберто II, император Японии Хирохито, король Бельгии Бодуэн I и бывший король Греции Константин II, а также женщины — королева Дании Маргрете II и Беатрикс. Представления к награде делаются с предварительного согласия кабинета министров Испании и не являются исключительной прерогативой монарха. 16 января 2012 года Хуан Карлос наградил Президента Франции Николя Саркози «за личный вклад в борьбу с баскской террористической группировкой ЭТА». Официальный язык ордена — испанский.
Австрийская ветвь ордена сохранила первоначальный сословный и религиозный характер. Орденом награждают только потомственных аристократов, исповедующих католицизм. В рыцарях ордена, помимо императорского и королевского дома Австрии, состоят Альберт II, бывший король бельгийцев, Ханс Адам II (князь Лихтенштейна). Австрийский орден сохранил первоначальные уставы: ритуальное посвящение с касанием мечом и торжественной присягой. Официальный язык ордена — французский.
Сегодня единственным рыцарем обеих ветвей ордена является бывший король Бельгии Альберт II.
Российские кавалеры ордена (испанская ветвь)
- Александр I (1814)
- Татищев, Дмитрий Павлович (1816) — русский посланник в Мадриде
- Братья императора великие князья Константин Павлович, Николай Павлович (Николай I) и Михаил Павлович (1817)
- Граф Карл Осипович Поццо-ди-Борго (1823), адъютант Александра I, русский посол в Париже
- Граф Карл Васильевич Нессельроде (1824)
- Великий князь Александр Николаевич (Александр II; 1826)
- Александр Михайлович Горчаков
- Великий князь Николай Александрович (сын Александра II)
- Александр III
- Николай II
- Великий князь Михаил Александрович
- Великие князья Владимир Александрович и Георгий Александрович

### Количество членов
- 1430 год: первыми рыцарями ордена стали 24 дворянина из числа ближайших соратников Филиппа; дела ордена вели канцлер, казначей, секретарь и герольд ордена.
- 1433 год: количество увеличилось до 30 человек (31, включая сюзерена).
- 1516: год: число увеличено до 50 человек (51, включая сюзерена).
- Затем до 60 и позже до 70[27].

Увеличение количества членов ордена являлось признаком увеличения могущества империи Габсбургов (и её территории). В XIX веке, как пишет Брокгауз, число кавалеров в обеих ветвях неограничено.

## В других видах искусств

### В геральдике
Орден используется на многих гербах, в особенности Испании. «Золотое руно вошло и в русскую геральдику, так как характерная форма орденского знака ассоциировалась с образом золотого руна Колхиды. В 1855 году, когда учреждался герб Кутаисской губернии, обратились именно к этой форме».

### В нумизматике
Отдельные детали ордена Золотого руна встречаются на нидерландских монетах (до конца XVIII века). На австрийских и испанских монетах портрет правителя или герб часто изображались с цепью ордена., например, на обеих сторонах тирольских талеров Иосифа I (1705—1711).

### В литературе
- Лёфебюр — известный летописец XV века был герольдом при бургундском дворе Филиппа Доброго, основателя ордена Золотого Руна (Toison d’Or), по которому Лёфебюр и получил своё прозвище «Туазон д’Ор».
- Родовым гербом польского короля Стефана Батория были клыки волка. Согласно легенде, он отказался принять пожалованный ему орден Золотого руна, сказав: «Не годится барану быть рядом с волчьей пастью».
- Граф де ла Фер (Атос) за услуги, оказанные различным монархам, был награждён тремя высшими европейскими орденами — Золотого руна, Подвязки (Англия) и Святого Духа (Франция). Согласно указанию Дюма, такой набор наград могли собрать только короли или артисты на сцене[29].
- Название последней главы «Золотого теленка» — «Кавалер ордена Золотого Руна», — по ордену, который Остап Бендер включил в число драгоценностей, с которыми пытался бежать, и который остался у него единственной вещью после встречи с пограничниками[30]. Авторы могли намекать, что имелся в виду орден, принадлежавший Николаю II или его брату Михаилу, так как в 1917 году лишь они в России обладали этой наградой[26].
- В серии историко-приключенческих романов Жюльетты Бенцони «Катрин» орден, учреждённый Филиппом III Добрым, неофициально посвящается главной героине.